# Izlandi kezdeményezés a média modernizálásáért
Az Izlandi kezdeményezés a média modernizálásáért (Icelandic Modern Media Initiative; IMMI) izlandi törvény, melynek célja, hogy kedvező és vonzó jogi környezetet teremtsen az oknyomozó újságírás és egyéb veszélyeztetett internetes médiatevékenység számára. A törvényt az izlandi parlament egyhangúlag fogadta el 2010. június 16-án. A tervezet kidolgozói egy parlamenti határozati javaslatot nyújtottak be az Alþingi elé 2010. február 18-án, amelyben javasolják, hogy Izland „erőteljesen lépjen fel törvényileg a szólás- és információszabadság védelmében”. A javaslatot 19 parlamenti képviselő dolgozta ki, minden parlamenti párt részvételével.

## Előkészítés és hozzájárulások
A projekt kidolgozásában és megszervezésében számos szervezet és az izlandi parlament tagjai vettek részt. A fő közreműködők Eva Joly, az Index on Censorship, az Izlandi Digitális Szabadságért Társaság, a Wikileaks és parlamenti képviselők, mint Birgitta Jónsdóttir és Robert Marshall. Egyéb nyilvános hozzájárulások történtek különböző szervezetek részéről, mint a Global Voices, a La Quadrature du Net és a Free Knowledge Institute.

## A törvény célja
A tervezet célja, hogy olyan útmutatásokat adjon az izlandi kormánynak, amelyek alapul szolgálnak törvénymódosítások és új törvények hozatala során, a szólásszabadság és az újságírók védelmének érdekében. Izlandot szeretnék az információ szabadsága szempontjából a legátláthatóbb országgá tenni a világon. Ennek érdekében a tervezet egyik alapja más országok már működő törvényei. A kidolgozók olyan szabályozásokat gyűjtöttek egy helyre a világ különböző részeiről, amelyek a szólásszabadság és információszabadság szempontjából a leghatékonyabbak.

## Alapvető elemei
- Izlandi Szólásszabadságért díj

Az első nemzetközileg jelentős izlandi díj
- Ultramodern információszabadság-törvény

Az Európa Tanácsnak és az Amerikai Államok Szervezetének 2009-es  ajánlásai alapján, valamint Észtország,  Skócia, az Egyesült Királyság és Norvégia információszabadságát védő törvényeinek egyes elemeit és az Aarhus-egyezményt figyelembe véve.
- A kiszivárogtatók védelme

Az Egyesült Államok False Claims Act (hamis állításokról szóló törvény) és Military Whistleblowers Act (katonai kiszivárogtatókról szóló törvény) szabályozásait alapul véve.
- Névtelen források védelme

Azon névtelen források számára biztosít védelmet, akiknek egy újságíró vagy egy médiaszervezet bizalmas adatkezelést ígért. Az Európai Gazdasági Térség szabályozásai alapján.
- A névtelen források és újságírók közti kommunikáció védelme

A 2005-ös belgiumi források védelméről szóló törvény alapján.
- A kormányzati tilalmak csökkentése

Az izlandi alkotmány apró változtatásait feltételezi, hogy a kormányzati tilalmak lehetőségét csökkenteni lehessen.
- Az internetes szolgáltatásokat biztosítók védelme

- Védelem a becsületsértésért feljelentőkkel szemben (perturisták)

A tervezet alapján nem érvényesülnek Izlandon a külföldi ítéletek, ha szemben állnak az izlandi szólásszabadsággal.
- Törvény a megjelentetés időbeli korlátozására

A tervezet kiemeli, hogy Európában megállapítást nyert, hogy egy internetes cikk esetében minden alkalommal, amikor egy felhasználó újra elolvassa az anyagot, az  újra kiadásra kerül, függetlenül attól, hogy mikor adták ki először. Ez azt eredményezte, hogy egyes oknyomozó riportokat csendben kivettek egyes újságok online archívumából.
- Az eljárások védelme

A legtöbb publikációval kapcsolatos bírósági eljárás az ítélethirdetés előtt befejeződik. Az eljárás védelme abban áll, hogy az ügy esetleges szólásszabadság-vonzatának megállapítása esetén a beperelt médium nem kell kiszálljon a pénzhiány miatt.
- Virtuális korlátolt felelősségű társaságok

Az egyesült államokbeli Vermont állam szabályozását alapul véve.